# Österreichische Meisterschaften in der Nordischen Kombination 2024
Die österreichischen Staatsmeisterschaften in der Nordischen Kombination 2024 fanden am 10. und 13. September in Eisenerz und Bischofshofen statt. Der Österreichische Skiverband war der Veranstalter der Meisterschaften. Die Wettbewerbe in Eisenerz richtete der Steirische Skiverband gemeinsam mit dem Skiclub Erzbergland als durchführenden Verein aus, in Bischofshofen war es der Salzburger Landes-Skiverband gemeinsam mit dem Skiclub Bischofshofen. Die Meisterschaften fanden gemeinsam mit den Skisprung-Meisterschaften statt.
Als erste Station machten die Kombinierer in Eisenerz halt, wo sowohl die Männer als auch die Frauen einen Einzelwettkampf nach der Gundersen-Methode abhielten. Hierfür wurde von der Normalschanze der Erzbergschanzen (K 98 / HS 109) gesprungen, ehe der Langlauf bei den Männern über 10 km sowie bei den Frauen über 5 km auf Skirollern ausgetragen wurde. Nach Bischofshofen reisten lediglich die Männer, die dort einen weiteren Einzelbewerb durchführten, dieses Mal einen Massenstart von der Paul-Außerleitner-Großschanze (K 125 / HS 142). Die Materialkontrolle erfolgte nach den Bestimmungen der österreichischen beziehungsweise internationalen Wettkampfordnung.
Bei den Frauen gewann Lisa Hirner in ihrer Heimatstadt Eisenerz bereits ihren vierten Staatsmeistertitel. Ihre jeweilige Premiere feierten hingegen die beiden Rettenegger-Brüder Stefan (in Eisenerz) und Thomas (in Bischofshofen).

## Ergebnisse

### Frauen
Die Frauen hielten ihren Wettbewerb nach der Gundersen-Methode von der Normalschanze und über 5 Kilometer ab. Österreichische Staatsmeisterin bei regnerischem Wetter wurde Lisa Hirner, die bereits nach dem Sprunglauf in Führung gelegen hatte.
| Platz | Name                | Verein           | Sprungpunkte | Laufzeit | Rückstand |
| ----- | ------------------- | ---------------- | ------------ | -------- | --------- |
| 01.   | Lisa Hirner         | SC Erzbergland   | 110,6        | 14:10,5  | 14:10,5   |
| 02.   | Claudia Purker      | SC Bischofshofen | 087,7        | 14:44,1  | +2:05,6   |
| 03.   | Katharina Gruber    | UVB Hinzenbach   | 076,3        | 14:02,4  | +2:08,9   |
| 04.   | Anna-Sophia Gredler | SC Mayrhofen     | 063,3        | 14:00,9  | +2:59,4   |
| 05.   | Clara Mentil        | SV Villach       | 073,5        | 14:48,7  | +3:06,2   |
| 06.   | Julia Schmidt       | SC Erzbergland   | 053,9        | 14:05,2  | +3:41,7   |
| 07.   | Eva Hubinger        | SC Erzbergland   | 049,5        | 14:18,3  | +4:11,8   |
| 08.   | Laura Pletz         | SC Erzbergland   | 037,0        | 13:38,4  | +4:21,9   |
| 09.   | Anja Rathgeb        | SC Erzbergland   | 045,6        | DNS      |           |

### Männer

#### Gundersen Normalschanze
Der Gundersen-Wettbewerb der Männer fand am 10. Oktober 2024 in Eisenerz statt. Den österreichischen Staatsmeistertitel gewann Stefan Rettenegger, der nach dem Springen noch 52 Sekunden hinter Franz-Josef Rehrl gelegen war.
| Platz | Name               | Verein              | Sprungpunkte | Laufzeit | Rückstand |
| ----- | ------------------ | ------------------- | ------------ | -------- | --------- |
| 01.   | Stefan Rettenegger | TSU St. Veit        | 120,0        | 26:32,5  | 27:24,5   |
| 02.   | Franz-Josef Rehrl  | WSV Ramsau          | 133,0        | 27:29,0  | +0:04,5   |
| 03.   | Manuel Einkemmer   | WSV Wörgl           | 119,5        | 26:39,1  | +0:08,6   |
| 04.   | Florian Kolb       | Nordic Team Absam   | 123,5        | 27:39,8  | +0:53,3   |
| 05.   | Martin Fritz       | WSV Murau           | 111,9        | 26:59,3  | +0:58,8   |
| 06.   | Lukas Greiderer    | Nordic Team Absam   | 114,1        | 27:10,6  | +1:02,1   |
| 07.   | Paul Walcher       | WSV Ramsau          | 119,3        | 27:32,6  | +1:03,1   |
| 08.   | Fabio Obermeyr     | WSC Bad Mitterndorf | 094,3        | 26:42,0  | +1:52,5   |
| 09.   | Maximilian Slamik  | Nordic Team Absam   | 106,7        | 28:36,2  | +2:56,7   |
| 10.   | Severin Reiter     | SC Bischofshofen    | 088,9        | 27:25,7  | +2:57,2   |

#### Massenstart Großschanze

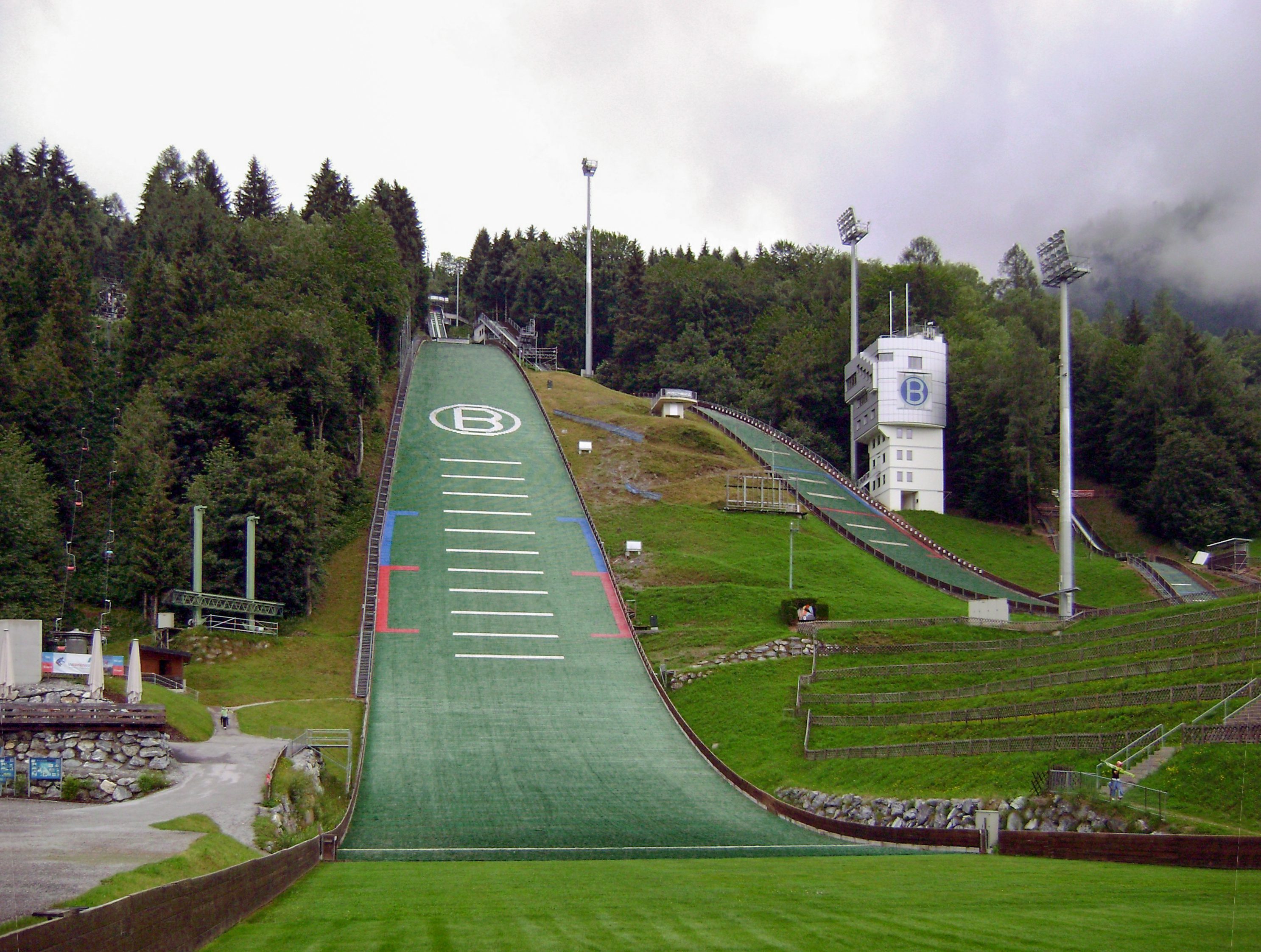
Paul-Außerleitner-Schanze in Bischofshofen

Der Massenstart-Wettbewerb der Männer fand am 13. Oktober 2024 in Bischofshofen statt.
| Platz | Name               | Verein              | Laufzeit | Weite   | Punktzahl |
| ----- | ------------------ | ------------------- | -------- | ------- | --------- |
| 01.   | Thomas Rettenegger | TSU St. Veit        | 25:48    | 131,5 m | 117,6     |
| 02.   | Martin Fritz       | WSV Murau           | 25:08    | 125,5 m | 108,6     |
| 03.   | Lukas Greiderer    | Nordic Team Absam   | 25:55    | 129,5 m | 108,1     |
| 04.   | Franz-Josef Rehrl  | WSV Ramsau          | 26:28    | 138,0 m | 107,4     |
| 05.   | Paul Walcher       | WSV Ramsau          | 25:34    | 125,0 m | 105,7     |
| 06.   | Manuel Einkemmer   | WSV Wörgl           | 25:02    | 125,5 m | 105,4     |
| 07.   | Stefan Rettenegger | TSU St. Veit        | 24:54    | 121,5 m | 100,7     |
| 08.   | Florian Kolb       | Nordic Team Absam   | 26:21    | 131,5 m | 100,5     |
| 09.   | Fabio Obermeyr     | WSC Bad Mitterndorf | 25:04    | 124,5 m | 100,3     |
| 10.   | Andreas Gfrerer    | TSU St. Veit        | 26:50    | 120,5 m | 065,9     |